# Саут Хејвен (Индијана)
Саут Хејвен (енгл. South Haven) насељено је место без административног статуса у америчкој савезној држави Индијана.

## Демографија
По попису из 2010. године број становника је 5.282, што је 337 (-6,0%) становника мање него 2000. године.
| Група             | 2000.         | 2010.         |
| Белци             | 5.179 (92,2%) | 4.524 (85,6%) |
| Афроамериканци    | 21 (0,4%)     | 161 (3,0%)    |
| Азијати           | 14 (0,2%)     | 16 (0,3%)     |
| Хиспаноамериканци | 346 (6,2%)    | 515 (9,8%)    |
| Укупно            | 5.619         | 5.282         |